# Operazione Tiger (1941)
L'operazione Tiger è stata un'azione condotta dalla marina britannica nel maggio 1941 con l'obiettivo di far transitare una parte del convoglio WS-8 attraverso il Mediterraneo occidentale.

## Storia
Con tale operazione l'Ammiragliato britannico mirava a rifornire di carri armati, aerei e carburante la sua armata del Nilo con base Alessandria d'Egitto. Il tutto ebbe inizio il 6 maggio 1941 da Gibilterra con un convoglio di cinque mercantili veloci che avrebbero dovuto superare il passaggio del canale di Sicilia, sorvegliato dalle aviazioni italiana e tedesca. Il convoglio era scortato dalla forza "H" di Gibilterra composta dalla portaerei HMS Ark Royal 2 incrociatori e 9 cacciatorpediniere. Sulla Ark Royal erano da poco stati sostituiti i Blackburn Skua con i più potenti Fairey Fulmar.
Nella giornata dell'8 maggio il 38º Gruppo del 32º Stormo della Regia Aeronautica si alzò in volo scortato dai caccia Fiat C.R.42 del 3º Gruppo caccia terrestre e intorno alle 13 e 45 iniziarono gli scontri che portarono ad abbattimenti da entrambe le parti. Gli aerei britannici della Fleet Air Arm riuscirono ad impedire l'attacco al convoglio e in totale non rientrarono dalle azioni della giornata cinque aerei dell'Aeronautica della Sardegna, tra cui un Savoia-Marchetti S.M.79 della 49ª Squadriglia bombardieri, Capitano Armando Boetto e un Savoia-Marchetti S.M.79 della 280ª Squadriglia Aerosiluranti, Tenente Franco Cappa, ambedue decorati di medaglia d'oro al valor militare. Al primo è stato intitolato il 32º Stormo e al secondo il 72º Gruppo I.T. dell'Aeronautica Militare.
I britannici persero uno dei mercantili, ma evitarono lo scontro navale con la flotta italiana, che l'8 maggio era uscita per intercettare il convoglio senza però riuscire a stabilire il contatto. I britannici attraversarono il Mediterraneo e portarono rinforzi alle loro truppe operanti nel deserto egiziano con gli altri 4 mercantili che arrivano a destinazione, trasportando 238 carri armati e 43 aerei da caccia.